# 桂花玉
桂 花玉（かつら かぎょく、生没年不詳）は、本名不詳。

## 経歴
大坂の生まれともいわれるがはっきりしない。初め春好を名乗る。次に田舎焉馬の門下となり、春馬、後に師名の焉馬を襲名した。
後、3代目桂文治に従って江戸へと下り、桂花玉、初代文吾を経て、再び花玉へと改名する。
初代朝寝坊むらくと共に両国の寄席を務め、大道具やせり上げを用いた噺を得意にしたという、「大道具大志かけ落はなし桂文吾」と大書した一枚刷のビラ（1829年ころの物）が現存する。1825年、1837年の2度、名古屋でも来演記録がある。1852年4月13日の神田鍋町での高座が最後であったらしい。
没年不詳だが、1880年に三十三回忌が行われたとの記録があり、逆算すると嘉永元年頃の没となる。
なお、『落語系圖』『古今東西落語家事典』には初代文治門人とあるが、『文之助系図』には3代目文治門下とある。あるいは初代門下から3代目門下に移ったのか、詳細は不明である。